# 日本国初代大統領 桜木健一郎
『日本国初代大統領桜木健一郎』（にほんこくしょだいだいとうりょうさくらぎけんいちろう）は、作画：次原隆二（作品クレジットでは「Ryu」名義）、原案・監修：日高義樹による日本の漫画作品。『BART』（集英社）にて、1998年1月号から2000年3月号まで連載された。

## 概要
首相公選制が導入された近未来の日本を舞台とした政治漫画。初の公選首相選挙に当選した桜木健一郎が、事実上のアメリカ型大統領として第二次朝鮮戦争と中台紛争の勃発という激流の世界情勢の中、日本の独立をいかに守り抜くかという物語である。
しかしながら、中華人民共和国国家主席が軍部に暗殺され、アメリカ合衆国大統領も暗殺されるなど作中の大風呂敷を広げ過ぎた挙句、連載が打ち切り（雑誌の休刊が原因）になったため、作品世界の伏線を回収することはなく、中途半端な終わり方（第一部完）をした。この作品世界では憲法改正が行われていないことが前提になっているなど、不自然な点もあった。
この作品自体の続編は出されることはなかったが、日高は後に同様なシークエンスを持つ『日本国大統領 桜坂満太郎』の原案を担当した。

## あらすじ
20XX年4月22日、首相公選制選挙が実施された日本で、無所属議員の桜木健一郎が日本初の公選首相に当選した。しかし、同じ日に北朝鮮軍が韓国に軍事侵攻を開始し第二次朝鮮戦争が勃発する。韓国では在韓邦人が取り残され虐殺される事態が発生するが、大橋内閣は右往左往するばかりで事態を解決する手段を持っていなかった。桜木の元には大橋内閣を見限った若手官僚たちが結集し、桜木は首相就任を間近に情報収取と人材確保に努める。一方、首相の大橋は「アメリカ軍がいると戦争に巻き込まれる」という世論に押され日米安保条約の破棄を求め、アメリカ大統領のキャラダインは要請を受け入れ、代わりに米ロ安保条約を締結したため、日本は孤立してしまう。大橋は新たに日中安保条約の締結を模索する傍ら、中国国家主席の王龍民と結託して桜木の失脚を図る。桜木は大橋と王の仕掛けたスキャンダルで窮地に立たされるが、自ら疑惑を払拭し危機を脱し、スキャンダルを仕掛けた大橋は求心力を失い、王にも見放され退任する。
アメリカ軍の参戦で第二次朝鮮戦争が混迷する中、首相に就任した桜木は衆参同日選挙を実施し、桜木派の政和主民党が勝利し政治基盤を整える。その頃、中国ではクーデターによって王が暗殺され、軍部の劉華雲が全権を掌握した。劉は王の影武者を利用して台湾への軍事侵攻を宣言すると同時に第二次朝鮮戦争に介入する。中国軍の攻撃で台湾総統が死亡するなど戦争が拡大の一途を辿る中、桜木は自衛隊を派遣し在韓邦人を救出する。同じ頃、桜木は台湾政府要人で友人の李美豊とのやり取りの中で王の死と中国海軍の原子力潜水艦の居場所を掴み、アメリカにその情報をリークする。情報を受け取ったアメリカ軍は中国海軍の原子力潜水艦を撃沈し、キャラダインは桜木の実力を認め首脳会談を申し入れるが、劉の放った刺客に暗殺されてしまう。キャラダインの国葬に参加した桜木は、後任大統領となった親友のスパイダーと再会するが、そこに中国で大規模な反軍部・民主化運動が発生したという情報が届く。桜木は対米追従に終始した従来の日本の方針から脱却し、「アメリカからの独立」を誓い、スパイダーとの協議に入る。

## 登場人物

### 日本国
桜木 健一郎（さくらぎ けんいちろう）
本作の主人公。43歳。ワシントン州生まれ。愛称は「健」。20XX年4月22日に実施された第一回首相公選制選挙で当選し、実質的には大統領と同等の権限を持つ日本初の内閣総理大臣となる。
父の仕事の関係で7歳までアメリカで育ち、帰国後調布市のアメリカンスクールへ編入。その後、スタンフォード大学にて経営戦略を専攻。卒業後はワシントン・ポストで経済記者として10年活躍した。34歳の時に帰国し、翌年政界入りを果たす。どの政党・派閥にも属さない無所属議員として活動を続けていた。
鯨井 洋介（くじらい ようすけ）
カナダ・トロント生まれ。桜木の幼馴染。外交官としてフランス、アメリカなどの大使館に勤務していたが、桜木の選挙出馬を機に外交官を辞職し、桜木の政策スタッフとなる。右目に眼帯をあてているが、理由は詳しくは分かっていない。
9歳まで海外で過ごし、帰国後は調布のアメリカンスクールへ編入されたが、国籍・言語共にバラバラの環境には当然問題も多く、帰国当初は親も学校も困り果てるほど塞ぎ込んでいた。だが、それを見かねた桜木に声を掛けられ、一緒に遊ぶことで元気を取り戻す。
桜木の首相就任により、内閣総理大臣首席補佐官に就任する。独自の外交ネットワークを持っており、桜木の政策決定の大きな判断材料となっている。
モリス・谷口（-たにぐち）
ニューヨーク生まれ。調布のアメリカンスクール出身で桜木の2年後輩。ハーバード大学卒業後、米国最大の広告代理店へ入社。アメリカ合衆国大統領選挙やオリンピックなどのプロデューサーも務めた。
第一回首相公選制選挙では桜木の選挙対策本部の渉外担当を務め、その高い人心掌握術で桜木に票を集めた。
桜木の首相就任後も、引き続き桜木の側近を務めている。
恩田 誠十郎（おんだ せいじゅうろう）
桜木の政治顧問。周囲の人物からは「御大」と呼ばれる。長年に渡って代議士を務めた革新的政治家。桜木の父とも深い親交を持つ。かつて桜木は恩田の所のスタッフとして政治を始めており、その経緯故に桜木は彼を政治的な師と仰いでいる。桜木とはあらゆる政治局面におけるケーススタディを何度かやっていた。
就任式が目前に迫った日に起こった桜木暗殺未遂事件で、図らずも彼を庇う形で命を落とす。死に際に大橋内閣の最後の暴挙を伝え、それに対する桜木の回答に対し、「完璧」の評価を下し、「FREEDOM IS NOT FREE（自由は犠牲の上に成立する）」と言い残し、息絶えた。父親も同然だった恩田の死は桜木を精神的に大きく動揺させたが、薄々死期を悟っていた恩田は自分の身に何かあった時のために瑶子へ遺書を託していた。
大橋 高廣（おおはし たかひろ）
首相公選制導入以前の最後の内閣総理大臣。戦後長きに渡って政権を担い続けた自由憲政党の総裁でもあり、首相就任以前は大蔵大臣を歴任した。政財界及び海外からの資金力を武器に自身の大橋派を党内最大派閥に成長させる。大橋派はアメリカとの同盟関係を堅持する一方で中国政府から長年に渡って資金援助を受けており、同時に日本企業の中国進出を扇動し続けた。
組閣時に派閥の論理だけで閣僚を選んでおり、その結果自身の内閣は政治・外交オンチばかりが集まることになってしまい、桜木からは「利権屋のアマチュア内閣」と酷評されている。保身しか頭に無く、権力維持に固執している。憲法を一部改正して首相公選制を導入したのも、経済改革の度重なる失政に不満を漏らす国民へのガス抜きの為だった。桜木当選という結果を目の当たりにしてもなお彼の首相就任を認めようとはせず、手段を選ばずに再び政権に返り咲くつもりだった。アジア有事勃発に際しても、日米安保に依存するのみで何ら対応を採ろうとはしなかった。自身の派閥が持つ中国との深い繋がりを活用して、日米安保に代わる日中安保条約の締結を模索していたが失敗に終わる。最終的には米国債売却をちらつかせてアメリカを脅す強硬手段に手を出すがこれも成功せず、そのまま首相を退任した。
望月 太一（もちづき たいち）
防衛庁長官。大橋首相から「将来のために経験しておけ」と言われて長官に就任したが、朝鮮動乱に対する初動が遅れたために責任を擦り付けられそうになっていた。大橋首相と同様、自身の保身のことしか頭に無い。桜木政権発足後も政権に対する未練を残しており、政権発足から間も無く起こった美浜原発立て籠もり事件を受けて、自身がこの事件解決のために体を張っていることをアピールすることで人気回復を狙うが、突如犯人側から交渉役に指名された際はただ我が身可愛さに震えているのみだった。
沢村 哲蔵（さわむら てつぞう）
自由憲政党幹事長。自由憲政党政権維持に固執している。大橋首相との面会を求めて官邸に乗り込んできた桜木を追い返そうとしたが、政府が隠し通そうとしていた朝鮮動乱下の邦人の現状を桜木に暴露され、邦人救出よりも事態の隠蔽を優先する姿勢を非難された。
佐藤 省二（さとう しょうじ）
内閣官房長官。大橋派所属。派閥が同じということもあり、大橋首相からは最も深い信頼を寄せられている。
アメリカに今以上の協力が見込めないと判断し、日中安全保障条約の締結を提案する。
大河内 重道（おおこうち しげみち）
政和主民党党首。45歳。5代に渡る世襲議員であり、日本の議会政治の手練手管を知り尽くした叩き上げのくせ者政治家としてホワイトハウスにまでその名が知れ渡っているが、「日本政界の悪役（ヒール）」とも呼ばれており、評判はあまり良くない。だがその愛国心は非常に強く、政治理念は桜木と殆ど変わりない。
首相選挙で激戦を繰り広げた桜木に対するライバル意識は拭えないものの、アジア有事に対しては桜木と協力することを決心。就任式直後に行われる衆議院・参議院両院の解散総選挙において桜木新総理を支持する政策集団として闘い、裏から桜木を支えることを約束した。衆参同時選挙で彼が率いる政和主民党は旧政権の自由憲政党や軍事化反対を標榜する立憲共会党相手に大勝し、衆参両方の議院にて圧倒的多数の議席を獲得した。
榊 耕平（さかき こうへい）
大蔵省主計局総務課課長補佐で予算総括第一係に所属している。肥満体型。若年ながらすぐにでも事務次官になれる程優秀だったが、その才能を恐れた上司達によって課長補佐止まりを強いられてきた。
官僚として長年、政治・行政システムに疑問を持ち、何度も建白書を作成していたが、序列を乱すようなその行為を上司に疎んじられ、15年間自身の建白書を握り潰され続けていた。だが、事務次官に握りつぶされてきた建白書は同僚によってゴミ箱から拾い出されて保管されており、後に桜木の手に渡る。それを読んだ桜木に才覚を認められ、各省庁の全事務次官を統括する内閣官房副長官に就任する。
青木 謙一郎（あおき けんいちろう）
防衛庁防衛局長。朝鮮動乱に際し在韓邦人救出を主張するが、救出策を講じる所か保身のために桜木失脚に汲々とする大橋内閣の面々を見て愛想を尽かし、同じ意見を持つ同僚と共に桜木の元を訪れ協力を申し出る。その後、桜木内閣のブレーンとして迎えられる。
赤井 義一（あかい よしかず）
駐韓大使。保護を求めて在韓邦人が大使館に押し寄せた際に、北朝鮮工作員が紛れ込んでいることを警戒して「パスポートを提示しろ」と言い事実上保護を拒否し、日本人が虐殺される事態を招く。
八頭 政二郎（やがしら せいじろう）
大蔵省事務次官。政治家を内心見下しており、「日本を動かすのは官僚」と豪語している。序列を乱す榊を煙たがっており、榊の建白書を握り潰し出世させないようにしていた。桜木内閣発足に伴う新幹部人事によって事務次官を解任される。
浦上 徳人（うらがみ のりひと）
福井県知事。自衛隊のことを災害救助隊程度にしか考えておらず、美浜原発立て籠もり事件を警察のみで解決しようとする。県警本部長の相馬とはズブズブの癒着関係にある。
相馬 善彦（そうま よしひこ）
福井県警本部長。浦上からは次期県知事の座を約束されており、美浜原発立て籠り事件の際には将来を見越し、周囲からの批判を浴びないように配慮するあまり対応が後手後手に回ってしまう。
片桐 徹（かたぎり とおる）
愛媛県生まれ。習志野駐屯地に駐屯する極秘扱いの陸上自衛隊の特殊部隊であるレッド・カードの隊長。
造船会社を経営する父親の反対を押し切って防衛大学校に入学しており、アメリカ国防総省への留学経験もある。肝の据わった桜木総理の立ち振る舞いを見て、彼に好感を持つ。レッド・カード隊員達からは尊敬の念を込めて「鬼の片桐」とも呼ばれている。
衆参同時選挙の最中に起こった美浜原発立て籠もり事件に対して人質救出のため出動、北朝鮮工作員を全員射殺し初任務を無事成功へと導く。その後、朝鮮半島からの在韓邦人救出任務に就くも、救出した邦人と部下達を逃がす為に自ら犠牲となる。
徳永 義郎（とくなが よしろう）
陸上自衛隊特殊部隊司令官。美浜原発立て籠もり事件で部下を喪い意気消沈する片桐に慰めの言葉を掛けた。
梶尾 武義（かじお たけよし）
在韓邦人救出部隊統合司令官。海上自衛官で、片桐とは防衛大の同期。中国軍の朝鮮動乱参戦により在韓邦人の救出が困難となった状態でも果敢に救出に向う片桐を笑顔で見送った。
神崎 瑶子（かんざき ようこ）
横浜生まれ。年齢不詳。銀座のクラブ「巽（たつみ）」のママ。かつて「日本の首領（ドン）」と呼ばれた男の血を引いているらしい。「巽」は政財界の重役達をもてなしてきた超一流のクラブであり、その人脈を活かして日本の主要企業の代表者10名を集める活躍も見せた。桜木とは古くから交流があるらしく彼に好意を寄せているが、知り合った経緯は詳しく分かっていない。恩田から遺書を託されており、彼の死に落ち込む桜木を励まし立ち直らせた。
花村 環（はなむら たまき）
54歳。世界有数の日系ファッションメーカー・TAMAKI-HANAMURAの社長。大勢の報道陣を眼前にしても堂々とした態度を崩さず、「女帝」と呼ばれる。
かつては桜木健一郎の父・桜木航が社長を務める航洋商事のファッションデザイナーだった。自身の良き理解者であった航とは親密な関係となり、航の息子・譲を出産するが、花村を第一線に送り出すことができぬまま桜木航は他界してしまう。葬儀の席で全てを知った健一郎は譲の父親となり、受け継いだ遺産の全てを花村の事業につぎ込んだ。健一郎に対して深い恩義を感じていた彼女は、健一郎が議員を目指した時から陰から支援し続けていたが、それを知った大橋と王龍民によって桜木失脚のためのスキャンダルに利用されてしまう。恩人である桜木を救うため、桜木との関係を全て公表し身の潔白を証明し社長を辞任した。
桜木 譲（さくらぎ ジョー）
桜木航と花村環の息子。父・航の急死で片親になってしまい、父親のいない辛い人生を生きて欲しくないという健一郎の想いで彼の息子として育てられる。高校生の頃に真実を告げられ、それからは母・環に恩返しするために生きることを健一郎と約束し、環の後任としてチーフデザイナー兼社長に就任する。
片桐 大次郎（かたぎり だいじろう）
88歳。片桐徹の父親。日本最大の造船会社・新日本海運の名誉会長。日本最大の豪華客船「マドラー」を所有しており、「日本の海運王」と呼ばれる。息子とは昔はよく国防について話し合っていたが、現在は家庭内の問題でわだかまりが出来ている。在韓邦人救出のために自らの所有する全ての船舶を政府に提供した。
ベトナム戦争がきっかけで日本に持ち込まれた核兵器を当時の総理と米国に懇願されて預かっており、現在も佐世保の倉庫に眠り続けている。この事実を知る者は既に彼を除いて全員他界していたが、息子からの白紙の遺書を受け取って全てを悟った彼は遺書を届けに来た桜木総理に対し、この事実を明かす。
鷲尾 星二（わしお せいじ）
国際政治研究センターの一員。かつては米国戦略研究所の首席研究員だった人物で、アメリカ外交についての分析を得意としている。桜木にその才能を買われ、外交スタッフのメンバーとして迎えられる。
棟方 慶一（むなかた けいいち）
日本有数の大企業・ソリーの社長。桜木の力量を見極めるため会談に応じ、協力を約束する。その後、社長を辞任し桜木内閣の大蔵大臣に就任する。
豊川 達史（とよかわ たつし）
日本有数の大企業・豊産自動車の社長。急死した父の後を継ぎ35歳で社長に就任した。周囲からは道楽社長とも揶揄されており、本人もそれを自覚しているが社員を守る責任感は強く、桜木に協力を約束し日本に残る。
海老沢 巌（えびざわ いわお）
日本有数の大企業・菱川グループの社長。サラリーマン社長であり、創業者の家系ではない。桜木の力量を見極めるため会談に応じ、協力を約束する。その後、社長を辞任し閣僚として桜木内閣に入閣する。
竹下 総太郎（たけした そうたろう）
日本有数の大企業・竹下電気の社長。桜木の力量を見極めるため会談に応じた。最終的には会社を守るために桜木の要求を拒否し本社機能を外国に移転したが、本社移転後も現地へ赴任した邦人である社員達の安全は守るという桜木の決意に胸を打たれ、形は違えど桜木政権を全面的に支持することを約束する。
桜木 航（さくらぎ わたる）
桜木健一郎の父親。航洋商事を一代で急成長させた優秀な経営者だったが、健一郎が20歳の頃に他界する。享年56。

### アメリカ合衆国
アレックス・キャラダイン
大統領。イリノイ州シカゴ生まれ。共和党出身のタカ派。一度下した決断を翻すことは滅多に無く、「怒れる野牛（レイジング・ブル）」「鉄の男」とも呼ばれる。
父親が太平洋戦争で戦死した直後に生まれており、ベトナム戦争では兄のH・キャラダインを失っている。勃発した戦争を国益拡大に利用する冷徹な強かさを備えているが、内心では家族を喪った戦争を嫌悪している。
18年前にカリフォルニア州知事選挙に出馬した時に一時窮地に陥っていたが、当時スタンフォード大学生として選挙運動のボランティアに参加していた桜木が書いた名演説のおかげで形勢逆転し同選挙に勝利した。
同時期に勃発した朝鮮動乱と中台戦争に対し、アメリカにとって初の二か国同時戦争の対応に忙殺されるものの、一方でこのアジア有事を利用し、ドル経済体制の拡大を目論む。終盤、桜木の実力を認め直接会談を申し込むが、実現前に劉華雲の放った刺客に暗殺される。
ジェファーソン・スパイダー
大統領首席補佐官。スタンフォード大学時代の桜木の親友。
桜木の首相就任と時期を同じくして、ダイアン・クラムスキーの後任として国務長官に就任する。
キャラダイン大統領が暗殺された後に、自身より大統領権限継承順位が上位となっているサミュエル副大統領とリチャード・ミドル下院議長がいずれも大統領就任が不可能であったために、大統領に就任する。
レイチェル・スパイダー
ジェファーソン・スパイダーの妻。ニューヨーク生まれ。元スタンフォード大学のキャンパスクイーンで、スパイダーと桜木の同級生だった。当初はスパイダーではなく桜木に惹かれていたが、桜木が譲を息子として引き取った際に彼の心情を察して身を引いた。家庭を持った今も桜木との思い出は大切にしており、現在でも桜木とは親しい関係にある。
エイミー・スパイダー
スパイダー夫妻の一人娘。若い頃のレイチェルと瓜二つの容姿をしている。幼少時に桜木と会っている。ハイスクールではキャンパスクイーンになり、ファッションモデルも経験している。
現在は国際ジャーナリストを目指し、ワシントン大学でジャーナリズムを専攻している。変革期の日本を学ぶために来日し、桜木の事務所に務めることになる。
ルイス・キングスレイ
国防長官。黒人。パトリック・ウェラー副長官と共にキャラダインを軍事面で補佐しており、朝鮮動乱と中台戦争に対する米軍の指揮を担当している。
キングスレイとウェラーは共に軍人の設定だが、本来、アメリカの憲法では現役軍人の国防正副長官の就任は認められていない。
スティーブン・ハウエル
国家安全保障局局長。情報収集を主に担当している。大橋政権の米国債売却の動きをいち早く掴みキャラダインに報告した。
リチャード・ハンコック
駐日大使。米国債売却をちらつかせる大橋首相に対し、売却した場合は米国内の日本資産を凍結することを宣告し、同時に今後は大橋政権との交渉を停止し対日交渉を桜木に固定することを通告した。
ダリル・サリンジャー
元国務長官。「世界のサリンジャー」として有名な人物で、政権発足した桜木に請われて桜木内閣の特別軍事顧問として迎えられた。
サリンジャーを迎えるにあたり莫大な額の報酬（年俸30億円）が支払われており、金額を聞かされたモリスは驚愕していた。
モデルはヘンリー・キッシンジャー。
ニコラス・サザーランド
元大統領。現在はスタンフォード大学の名誉教授をしており、桜木の恩師でもある。
桜木の求めに応じて、かつてのゼミ生達（現在の世界各国の政治家・官僚）を呼び集め、事実上のサミットを開催した。

### イギリス
イアン・メジャー
首相。サザーランド・ゼミの元学生で桜木の学友。桜木によると「キザなやつ」とのこと。サザーランドの主催した同窓会（実質的なサミット）に参加する。

### ロシア共和国
チェリノデスキー
大統領。国内経済が破綻状態であり、対米負債の帳消しと経済援助を条件に米軍の北方領土駐留を認める米ロ安全保障条約を締結する。中国で内乱が起こった際には中ロ国境沿いにロシア軍を集結させ、不測の事態に備えた。

### 中華人民共和国
王 龍民（ワン・ロンミン）
国家主席。国内経済の破綻により暴動が多発しており、その鎮圧のために神経質となっている軍部から「弱腰政治」との批判を受けていた。軍部の機嫌を取るためには軍事行動で強気を装う必要があり、偶然勃発した朝鮮動乱に乗じて台湾へ武力威嚇を行い、日本にミサイル攻撃を仕掛けた。日本への留学経験もあることから、周囲からは外交通との評判だった。
日米安保を廃棄した大橋首相に接近し、日中安保条約締結の条件として日本主要企業の本社の中国移転を要求。日本を中国の支配下に置こうと目論む。そのために桜木が邪魔となっていることを知ると、大橋に協力して桜木の失脚を企む。
だが、彼はあくまでも改革開放路線に重点を置いており、アメリカとの全面戦争は望んでいなかった。そのことに対して不満を抱いていた劉華雲をはじめとする軍部によって暗殺される。
劉 華雲（りゅう かうん）
共産党中央軍事委員会副主席。中国の軍事部門における最高責任者。党副主席だった父親の威光で若くして党幹部に抜擢された太子党の一員で、党内タカ派の一人である。爪を噛む癖がある。
改革開放路線を否定しており、完全共産主義の復活を主張し続けていた。そのために王龍民を暗殺し、彼の死を隠蔽したのち王龍民の影武者を用意し、裏から実質的に中国を操る。朝鮮動乱に参戦し台湾侵攻を開始し、アメリカとの全面戦争へ突入する。
林 周行（りん しゅうこう）
国家副主席。劉華雲ら軍部のクーデターに同調し王龍民暗殺に関わるが、台湾との戦争で軍が壊滅的被害を受けると台湾との和平交渉と日本からの援助を受け入れるよう主張する。
張 玉石（ちょう ぎょくせき）
駐日大使。鯨井から自衛隊の韓国派遣の了解を中国首脳に伝えるように依頼される。しかし、軍部のクーデターにより国家機能が混乱しているため首脳部には要求が届かず、自身も強制帰国を命じられてしまう。
高 林昂（こう りんこう）
駐米大使。サザーランド・ゼミの元学生で桜木の学友。サザーランドの主催した同窓会（実質的なサミット）に参加する。その後、中国に帰国し民主化運動に加わる。

### 台湾
林（りん）
総統。中国軍による台湾全土へのミサイル攻撃に巻き込まれ、行方不明となる。中台戦争の最中に生存が確認されるが、瀕死の重傷を負い台北病院に搬送されていた。一時は回復の兆しが見られるも再び危篤状態に陥り、最期は李美豊に台湾の相互安全体制確立を託し、息を引き取った。
李 美豊（リー・ビホウ）
国家安全局局長。軍事戦略の最高責任者であり、実質的に台湾政府では総統に次ぐナンバー2である。スタンフォード大学卒業後、ワシントンのシンクタンクに身を置いていた時期もある。林総統の死を受けて総統代理に就任し、相互安全体制を確立するために桜木と会談する。
スタンフォード大学時代に、桜木達と同様にキャラダインが出馬したカリフォルニア州知事選のボランティアに参加しており、そこでレイチェルと知り合う。スタンフォードのダンスパーティーでは一度だけ桜木と踊っており、その頃から彼に好意を抱き続けていた。「戦略としてのシミュレーション・フォーラム」というフォーラムでも桜木と知り合っており、現在も互いに意見を交換している。桜木の方は知らないが、彼女の方はフォーラムで話をしている相手が桜木であることを知っている。

### 北朝鮮
金 大日（キム・デイル）
国家主席。経済・食料共に困窮しきっており、国家存続の唯一の活路として韓国への武力侵攻を開始する。
ソウルへの化学兵器攻撃を行った報復として米軍から平壌を爆撃され、以後は消息不明となる。
モデルは金正日。
大尉
姓名は不明。北朝鮮軍特殊部隊の隊員で、敗北間近の北朝鮮を見捨て亡命を決意し、日本に潜入し美浜原発に人質を取って立て籠もり、身代金と脱出用の戦闘機を要求する。逃亡のために海上保安官や民間人、突入したSATの隊員を次々に殺したが、最期は「レッド・カード」によって部下共々射殺される。

## 単行本
スーパー・プレイボーイ・コミックスから全3巻で単行本が発売された。また本編発売に先立ち、専門家からのコメントが記載された総集編が全1巻で発売されている。
プレイボーイコミックス
- 日本国初代大統領 桜木健一郎〈独立編〉(1) 1999年12月18日発売 ISBN 4-08-857407-9
- 日本国初代大統領 桜木健一郎〈独立編〉(2) 1999年12月18日発売 ISBN 4-08-857408-7
- 日本国初代大統領 桜木健一郎〈独立編〉(3) 2000年4月24日発売 ISBN 4-08-857059-6

総集編
- 日本国初代大統領 桜木健一郎(1) 1998年12月20日発売 ISBN 4-08-780290-6